# Beji Said Essebsi
Al-Bāǧī Qāʾid as-Sibsī, kendt som Beji Said Essebsi (arabisk: الباجي قائد السبسي; fransk: Béji Caïd Essebsi; født 29. november 1926, Sidi Bou Saïd, Fransk Tunesien, død 25. juli 2019) var en tunesisk advokat og politiker for Rassemblement Constitutionel Démocratique og ved sin død Tunesiens præsident, den første demokratisk valgte i landets historie.
I en periode i 2011 var han Tunesiens statsminister, hvor han blev efterfulgt af Ḥamādī al-Ǧibālī.
I december 2014 vandt han præsidentvalget og tiltrådte som Tunesiens præsident den 31. januar 2014 efter Moncef Marzouki.